# مير جول خان نصير
مير جول خان نصيركان شاعرا قوميا بلوشيا بارزا، مؤرخا، سياسيا وصحفيا .